# Myrmecaelurus trigrammus
Myrmecaelurus trigrammus is een insect uit de familie van de mierenleeuwen (Myrmeleontidae), die tot de orde netvleugeligen (Neuroptera) behoort. 
Myrmecaelurus trigrammus is voor het eerst wetenschappelijk beschreven door Pallas in 1771 als Myrmeleon trigrammus